# Danbury (Wisconsin)
Danbury es un lugar designado por el censo ubicado en el condado de Burnett en el estado estadounidense de Wisconsin. En el Censo de 2010 tenía una población de 172 habitantes y una densidad poblacional de 52,54 personas por km².

## Geografía
Danbury se encuentra ubicado en las coordenadas 46°0′31″N 92°22′40″O / 46.00861, -92.37778. Según la Oficina del Censo de los Estados Unidos, Danbury tiene una superficie total de 3.27 km², de la cual 3.27 km² corresponden a tierra firme y (0%) 0 km² es agua.

## Demografía
Según el censo de 2010, había 172 personas residiendo en Danbury. La densidad de población era de 52,54 hab./km². De los 172 habitantes, Danbury estaba compuesto por el 83.14% blancos, el 1.16% eran afroamericanos, el 11.63% eran amerindios, el 0% eran asiáticos, el 0% eran isleños del Pacífico, el 0.58% eran de otras razas y el 3.49% pertenecían a dos o más razas. Del total de la población el 0.58% eran hispanos o latinos de cualquier raza.